# Ogano
Ogano (jap. 小鹿野町 Ogano-machi) – miasto w Japonii, na wyspie Honsiu, w prefekturze Saitama. Według danych na rok 2020 miejscowość zamieszkiwało 10 928 mieszkańców , a gęstość zaludnienia wyniosła 63,8 os./km².